# Козьмин, Александр Иванович
Алекса́ндр Ива́нович Козьми́н (5 декабря 1913, пос. Юзовка, Бахмутский уезд, Екатеринославская губерния, Российская империя, ныне город Донецк, Украина – 24 февраля 1988, Москва) – советский военачальник, генерал-полковник (1970).

## Биография
Русский. Окончил среднюю школу. Работал заведующим Красно-Лучской городской конторой книгосбыта в Сталинской области.
Призван в Красную Армию 7 ноября 1936 года Сталинским районным военкоматом Сталинской области. Окончил курсы младших лейтенантов в 1938 году. В составе 34-го стрелкового полка 75-й стрелковой дивизии участвовал в советско-финской войне 1939-1940 годов.
К июню 1941 года старший лейтенант А. И. Козьмин служил помощником начальника штаба того же полка в Белорусском Особом военном округе, в Брестской области Белорусской ССР. Участник Великой Отечественной войны с первого дня, вместе с дивизией сражался в 4-й армии Западного фронта. Участвовал в трагическом Белостокско-Минском сражении, попал в окружение. Считался пропавшим без вести, однако сумел вывести из окружения отряд красноармейцев в 90 человек и вынес на своём теле Боевое знамя полка.
В 1942 году окончил курсы командиров полков, по окончании которых был назначен заместителем командира 50-го стрелкового полка 15-й гвардейской стрелковой дивизии на Юго-Западном, Сталинградском и Донском фронтах. В июле-октябре 1942 года воевал командиром 47-го стрелкового полка той же дивизии. Во главе этого полка участвовал в Сталинградской битве.
В 1943 году окончил ускоренный курс Военной академии РККА имени М. В. Фрунзе с золотой медалью. В 1943 году был начальником штаба 18-й стрелковой бригады 98-й стрелковой дивизии 37-го воздушно-десантного корпуса, затем командиром 20-й бригады того же корпуса. С января 1944 года и до Победы командовал 302-м гвардейским стрелковым полком 98-й гвардейской стрелковой (с конца 1944 — воздушно-десантной) дивизии. Дивизия формировалась в Московском военном округе, с июня 1944 воевала на Карельском фронте, с февраля 1945 года – на 2-м Украинском и 3-м Украинском фронтах в составе 9-й гвардейской армии. Принимал участие в освобождении Венгрии, Австрии и Чехословакии. Отличился в Свирско-Петрозаводской наступательной операции (за форсирование реки Свирь и прорыв в первый же день наступления полосы обороны финских войск награждён орденом Красного Знамени — приказ от 3 августа 1944 года), в Венской, Грацско-Амштеттенской и Пражской наступательных операциях. За прорыв немецкой обороны в западной Венгрии в конце марта 1945 года награждён вторым орденом Красного Знамени приказом от 2 ноября 1945 года.
Более того, в наградном листе на награждение этим орденом имеется отметка о представлении гвардии подполковника А. Н. Козьмина к званию Героя Советского Союза весной 1945 года, но соответствующий наградной лист пока не найден.
После войны служил начальником штаба воздушно-десантной дивизии, с июня 1954 по январь 1958 года командовал 24-й стрелковой (с 1957 – 24-я мотострелковая) дивизией. В 1959 году окончил с золотой медалью Военную академию Генерального штаба Вооружённых Сил СССР. С января 1959 – командир 4-го гвардейского стрелкового корпуса, с мая 1960 – командир 31-го особого армейского (с мая 1961 – 31-й армейский) корпуса в Закавказском военном округе. С декабря 1962 года — начальник управления боевой подготовки штаба Ленинградского военного округа, с октября 1965 — начальник управления боевой подготовки штаба Группой советских войск в Германии. С июня 1968 по апрель 1974 года служил старшим военным представителем Главнокомандующего Объединёнными Вооружёнными Силами стран — участниц Организации Варшавского Договора в Войске Польском.
После пребывания в распоряжении Главнокомандующего Сухопутных войск СССР с апреля по октябрь 1974 года был уволен в запас.
Член ВКП(б)/КПСС (был членом партии уже в 1941 году).
Скончался 24 февраля 1988 года. Похоронен на Кунцевском кладбище.

## Воинские звания
- лейтенант (1938),
- старший лейтенант (16.04.1940),
- капитан (1941),
- майор (11.06.1942),
- подполковник (7.05.1943),
- полковник (29.04.1952),
- генерал-майор (27.08.1957),
- генерал-лейтенант (13.04.1964),
- генерал-полковник (29.07.1970).

## Награды
- орден Октябрьской Революции
- три ордена Красного Знамени
- орден Отечественной войны 1-й степени
- орден Красной Звезды
- медали СССР, в том числе «За оборону Сталинграда», «За взятие Вены»
- Орден «Легион почёта» (США)
- два ордена «Виртути Милитари» (Польша)